# Gustavo Nápoles
Gustavo Nápoles Monteón (San Nicolás de los Garza, Nuevo León; 11 de mayo de 1973) es un exfutbolista mexicano. 
Figura del Club Guadalajara al coronarse Campeón en el torneo Verano 1997, marcando 4 de los 6 goles del Rebaño Sagrado en la final de vuelta en el Estadio Jalisco ante Toros Neza, un récord que fue alcanzado por Javier "Chuletita" Orozco, el 28 de mayo de 2015, en la Final de ida del Clausura 2015.

## Trayectoria
El "Gusano" debutó con los Tigres de la UANL en la Primera División de México el 16 de noviembre de 1991, enfrentando al Club Santos Laguna en el Estadio Universitario, en partido correspondiente a la Jornada 11 de la Temporada 1991-1992; los Tigres empataron 2-2 con los Alviverdes.
De cara a la Temporada 1995-1996 fue fichado por las Chivas Rayadas del Guadalajara. 
En el Verano 1997, anotó 9 goles en 17 jornadas y con ello colaboró a que Chivas finalizara en el segundo lugar de la tabla general y accediera a la liguilla. En la Fiesta Grande, Nápoles pasó inadvertido en 4tos. de final y en semifinales, pero en la Final realizó 4 de los 6 tantos con los que Guadalajara destrozó a los Toros Neza (Estadio Neza 86 1-1 y Estadio Jalisco 6-1); "Gusano" abrió el marcador al minuto 50, después anotó el 3-0 (minuto 55), el 5-0 (minuto 74) y finalmente el 6-1 (minuto 83), colaborando en la obtención del décimo título de Liga para el Guadalajara y en lo personal, se convirtió en el primer jugador en lograr 4 goles en una Final.
En el Invierno 1998, Nápoles fue contratado por el Atlante; en el Verano 1999 fue fichado por el Club América; el siguiente semestre regresó al Atlante. De cara al Verano 2000, fue contratado por el Celaya y en el Invierno 2000, regresó al Club D. Guadalajara, permaneciendo 2 Temporadas.
En el Apertura 2002 fue contratado por Jaguares de Chiapas, jugando la Temporada 2002-2003, en el debut de los Naranjas en la Primera División de México. El torneo Apertura 2003, jugó para el Club León en la Primera División 'A'.
Para el Clausura 2004 regresó al Máximo Circuito con el Club Puebla y en el siguiente semestre se marchó a Ecuador al fichar con el Club Deportivo Espoli. Su último torneo como profesional fue con Tigres Mochis, filial de Tigres en la División de Plata, en el Clausura 2007.

### Clubes
| Club                | País    | Año           |
| ------------------- | ------- | ------------- |
| Tigres              | México  | 1991-1995     |
| Guadalajara         | México  | 1995-1998     |
| Atlante             | México  | Invierno 1998 |
| Club América        | México  | Verano 1999   |
| Atlante             | México  | Invierno 1999 |
| Atlético Celaya     | México  | Verano 2000   |
| Guadalajara         | México  | 2000-2002     |
| Jaguares de Chiapas | México  | 2002-2003     |
| Club León           | México  | Apertura 2003 |
| Club Puebla         | México  | Clausura 2004 |
| C.S.C.D. Espoli     | Ecuador | 2005          |
| Tigres B            | México  | Clausura 2007 |

## Estadísticas

### Clubes
La siguiente tabla detalla los encuentros disputados y los goles marcados en los clubes donde ha militado.
| Tigres U.A.N.L. · México | 1.ª                 |                     |     |    |    |   |    |   |     |    |
| Tigres U.A.N.L. · México | 1.ª                 | 1991-1992           | 6   | 0  | 2  | 0 | -  | - | 8   | 0  |
| Tigres U.A.N.L. · México | 1.ª                 | 1992-1993           | 37  | 9  | -  | - | -  | - | 37  | 9  |
| Tigres U.A.N.L. · México | 1.ª                 | 1993-1994           | 29  | 5  | -  | - | -  | - | 29  | 5  |
| Tigres U.A.N.L. · México | 1.ª                 | 1994-1995           | 25  | 4  | 1  | 0 | -  | - | 26  | 4  |
| Tigres U.A.N.L. · México | 1.ª                 | Total               | 97  | 18 | 3  | 0 | -  | - | 100 | 18 |
| C. D. Guadalajara · México | 1.ª                 | 1995-1996           | 30  | 8  | 4  | 2 | -  | - | 34  | 10 |
| C. D. Guadalajara · México | 1.ª                 | 1996 1997           | 41  | 18 | 6  | 1 | 2  | 0 | 49  | 19 |
| C. D. Guadalajara · México | 1.ª                 | 1997 1998           | 36  | 10 | -  | - | 9  | 4 | 45  | 14 |
| C. D. Guadalajara · México | 1.ª                 | 2000 2001           | 33  | 7  | -  | - | -  | - | 33  | 7  |
| C. D. Guadalajara · México | 1.ª                 | 2001 2002           | 29  | 1  | -  | - | 3  | 0 | 32  | 1  |
| C. D. Guadalajara · México | 1.ª                 | Total               | 169 | 44 | 10 | 3 | 14 | 4 | 193 | 51 |
| Atlante · México | 1.ª                 | 1998                | 16  | 7  | 1  | 0 | -  | - | 17  | 7  |
| Atlante · México | 1.ª                 | 1999                | 15  | 5  | -  | - | -  | - | 15  | 5  |
| Atlante · México | 1.ª                 | Total               | 31  | 12 | 1  | 0 | -  | - | 32  | 12 |
| Club América · México | 1.ª                 | 1999                | 10  | 0  | -  | - | -  | - | 10  | 0  |
| Club América · México | 1.ª                 | Total               | 10  | 0  | -  | - | -  | - | 10  | 0  |
| Atlético Celaya · México | 1.ª                 | 2000                | 17  | 5  | -  | - | -  | - | 17  | 5  |
| Atlético Celaya · México | 1.ª                 | Total               | 17  | 5  | -  | - | -  | - | 17  | 5  |
| Jaguares de Chiapas · México | 1.ª                 | 2002 2003           | 33  | 1  | -  | - | -  | - | 33  | 1  |
| Jaguares de Chiapas · México | 1.ª                 | Total               | 33  | 1  | -  | - | -  | - | 33  | 1  |
| Club León · México | 2.ª                 | 2003                | 7   | 0  | -  | - | -  | - | 7   | 0  |
| Club León · México | 2.ª                 | Total               | 7   | 0  | -  | - | -  | - | 7   | 0  |
| Club Puebla · México | 1.ª                 | 2004                | 7   | 0  | -  | - | -  | - | 7   | 0  |
| Club Puebla · México | 1.ª                 | Total               | 7   | 0  | -  | - | -  | - | 7   | 0  |
| C.S.C.D. Espoli · Ecuador | 1.ª                 | 2005                | 8   | 2  | -  | - | -  | - | 8   | 2  |
| C.S.C.D. Espoli · Ecuador | 1.ª                 | Total               | 8   | 2  | -  | - | -  | - | 8   | 2  |
| Tigres B · México | 2.ª                 | 2007                | 15  | 1  | -  | - | -  | - | 15  | 1  |
| Tigres B · México | 2.ª                 | Total               | 15  | 1  | -  | - | -  | - | 15  | 1  |
| Total en su carrera | Total en su carrera | Total en su carrera | 394 | 83 | 13 | 3 | 14 | 4 | 421 | 90 |
| (1)Incluye datos de la Copa México y Pre-Pre Libertadores (1999). (2)Incluye datos de la Copa Pre Libertadores (1998), Copa Libertadores (1998), Copa de Campeones de la Concacaf (1997), Copa de Gigantes de la Concacaf (2001) y Copa Merconorte (2001). |                     |                     |     |    |    |   |    |   |     |    |

## Palmarés

### Campeonato nacional
| Categoría                  | Título      | Club        | País   |
| -------------------------- | ----------- | ----------- | ------ |
| Primera División de México | Verano 1997 | Guadalajara | México |

### Otro
| Puesto | Competencia                  | Club               | Sede      |
| ------ | ---------------------------- | ------------------ | --------- |
| 2do.   | Juegos Panamericanos de 1995 | Selección mexicana | Argentina |